# Карасюк, Роман Иванович
Рома́н Ива́нович Карасюк (укр. Роман Іванович Карасюк; род. 27 марта 1991, Владимир-Волынский, Волынская область) — украинский футболист, полузащитник клуба «Пюник».

## Биография

### Клубная карьера
С 2003 года по 2008 год выступал в детско-юношеской футбольной лиге Украины за команду БРВ-ВИК из родного города Владимир-Волынский.
В 2008 году выступал за БРВ-ВИК в любительском чемпионате Украины. Карасюк сыграл в 7 матчах команды в группе 2, тогда БРВ-ВИК занял последнее 5 место.
Позже он перешёл в луцкую «Волынь», где главным тренером был Виталий Кварцяный. В составе команды в Первой лиге Украины дебютировал 11 октября 2008 года в домашнем матче против киевского «Динамо-2» (1:1), Карасюк вышел на 82 минуте вместо Юрия Войтовича. В своём первом сезоне в клубе он провёл 14 матчей, преимущественно выходя на замены. «Волынь» тогда заняла 5 место.
В сезоне 2009/10 «Волынь» заняла второе место в Первой лиге, уступив лишь «Севастополю», вышла в Премьер-лиге Украины. В Премьер-лиге дебютировал в конце сезона в 28 туре в домашнем матче против харьковского «Металлиста» (1:4), Карасюк вышел на 62 минуте вместо Сергея Симинина. По итогам сезона 2010/11 «Волынь» заняла 11 место, набрав одинаковое количество очков с киевской «Оболонью». Карасюк в этом сезоне провёл по 1 матчу в чемпионате и Кубке Украины, в молодёжном первенстве Украины он сыграл 28 матчей и забил 1 гол.
В 2013 году перешёл на правах аренды в «Сталь» из Алчевска. За «Сталь» сыграл 7 матчей и получил 1 красную карточку. Летом 2013 года вернулся из аренды в «Волынь». Играл в команде под 5 номером. В июне 2014 года «Волынь» разорвала контракт с Романом.

### Карьера в сборной
В августе 2007 года провёл 3 матча за юношескую сборную Украины до 17 лет.
В сентябре 2008 года был вызван в юношескую сборную Украины до 19 лет на матч в Париже против Франции. Матч состоялся 30 сентября 2008 года, Украина одержала победу со счётом (1:3), Карасюк провёл на поле около 20 минут. В январе 2009 года был вызван Анатолием Бузником на Мемориал Валентина Гранаткина. Тогда Украина стала бронзовым призёром, в матче за 3 место команда обыграла Чили (3:1).
В рамках квалификации на юношеский чемпионат Европы 2010 Роман Карасюк сыграл 2 матча. Он сыграл против Грузии (1:0) и Черногории (1:1). За две игры он получил две жёлтые карточки и пропускал третью игру против Швеции (1:0). В итоге Украина заняла 1 место и попала в следующий элитный квалификационный раунд.
Всего за сборную Украины до 19 лет выступал с 2008 года по 2010 год и провёл 20 матчей, в которых забил 3 гола.

## Достижения
- Серебряный призёр Первой лиги Украины (3): 2009/10, 2012/13, 2014/15